# Adenophora brevidiscifera
Adenophora brevidiscifera är en klockväxtart som beskrevs av Hong De-Yuan. Adenophora brevidiscifera ingår i släktet kragklockor, och familjen klockväxter. Inga underarter finns listade i Catalogue of Life.